# Calberwisch
Calberwisch gehört zur Ortschaft Düsedau und ist ein Ortsteil der kreisangehörigen Hansestadt Osterburg (Altmark) im Landkreis Stendal in Sachsen-Anhalt.

## Geographie
Calberwisch, ein Reihendorf mit Kirche, liegt etwa 4 Kilometer südöstlich von Osterburg am Rande der Wische in der Altmark.
Nachbarorte sind Osterburg im Westen, im Norden die Wohnplätze Ottos Hof 1 und 2, Meseberg und Meierbusch, im Nordosten Packebusch und Königsmark, im Osten Uchtenhagen, im Süden der Büssenhof, im Südwesten Düsedau.

## Geschichte

### Mittelalter bis Neuzeit
Im Jahre 1271 wurde ein Ruthardus, Johannes et Hyo milites, fratres, dicti de kalverwichs in Werben in einer Urkunde als Zeuge aufgeführt. Kurz danach 1285 wurde Yone de Calverwisch in Stendal genannt. Im Jahre 1309 wird das Dorf als Kalverwisch erwähnt. Weitere Nennungen sind 1518 tho der Caluerwisk, 1687 Calberwische und 1804 Dorf und Gut Calberwisch mit einer Windmühle.
Am 18. August 1902 wurde die amtliche Schreibweise auf Kalberwisch festgelegt, die am 19. Dezember 1902 auf die heute übliche Calberwisch geändert wurde.

### Wasserburg und Bussenhof
Die mittelalterliche Wasserburg, auch „Altes Schloss“ genannt, also „die ehemalige Hofstätte, war von einem Befestigungsgraben rings umschlossen, in der Mitte war ein starker Festungsturm. Das aus früherer Zeit stammende, 1629 restaurierte alte »Haus Calberwisch« wurde 1839 niedergelegt.“ Wie Paul Grimm 1958 ermittelte, ist von der Wasserburg nur eine in einem ovalen See liegende rundliche, wenig erhöhte Insel übrig geblieben. Vor dem Zugangsdamm im Nordwesten befindet sich eine geringe Erhöhung als Rest eines Schlossbaues. Ein ebenfalls nur in Resten erhaltener Graben umschließt das frühere Gutsgelände, in dessen Südteil sich der See mit dem Kernwerk befindet.
Bussenhof  war der Name für die Siedlung um das ehemalige Gut am heute südlichen Ortseingang von Calberwisch, Dorfstraße 1 und 3.

### Herkunft des Ortsnamens
Der Name könnte abgeleitet werden vom althochdeutschen kalo (kalwer) für kahl oder licht oder vom angelsächsischen calf für Rind, Wisch bedeutet Wiese.

### Eingemeindungen
Dorf und Gut gehörten bis 1807 zum Seehausenschen Kreis, danach bis 1813 zum Landkanton Osterburg im Königreich Westphalen, ab 1816 kamen sie in den Kreis Osterburg, den späteren Landkreis Osterburg in der preußischen Provinz Sachsen.
Am 17. Oktober 1928 wurde der Gutsbezirk Calberwisch mit der Landgemeinde Calberwisch vereinigt.
Am 20. Juli 1950 wurde die bis dahin eigenständige Gemeinde Calberwisch nach Düsedau eingemeindet.
Am 1. Juli 2009 wurde die Gemeinde Düsedau zusammen mit anderen Gemeinden zur neuen Einheitsgemeinde Hansestadt Osterburg (Altmark) vereinigt. Damit kam Calberwisch als Ortsteil zur neu gebildeten Ortschaft Düsedau und ebenfalls als Ortsteil zu Osterburg.

### Einwohnerentwicklung
| Jahr             | 1734 | 1775 | 1789 | 1798 | 1801 | 1818 | 1840 | 1864 | 1871 | 1885 | 1892 | 1895 | 1900 | 1905 |
| Dorf Calberwisch | 70   | 123  | 138  | 93   | 153  | 137  | 149  | 115  | 92   | 93   | 193  | 069  | 118  | 058  |
| Gut Calberwisch  |      |      |      | 32   |      |      |      | 052  | 62   | 72   |      | 106  |      | 120  |

| Jahr | Einwohner |
| ---- | --------- |
| 1925 | 223       |
| 1939 | 138       |
| 1946 | 332       |
| 2011 | [00]108   |
| 2012 | [00]107   |
| 2018 | [00]095   |

| Jahr | Einwohner |
| ---- | --------- |
| 2019 | [00]089   |
| 2020 | [00]095   |
| 2021 | [00]102   |
| 2022 | [0]105    |
| 2023 | [0]102    |

Quelle, wenn nicht angegeben, bis 1946:

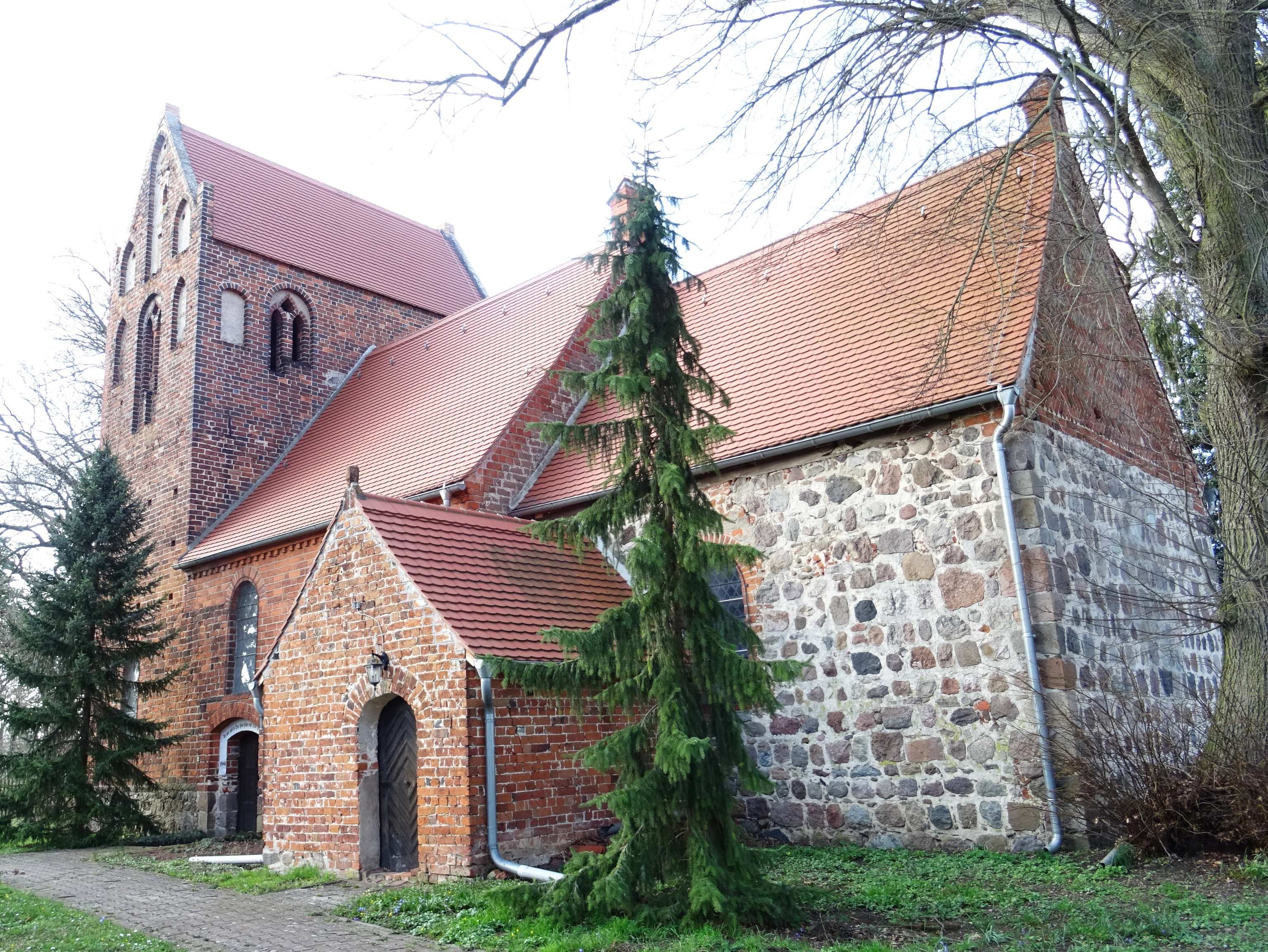
Dorfkirche Calberwisch

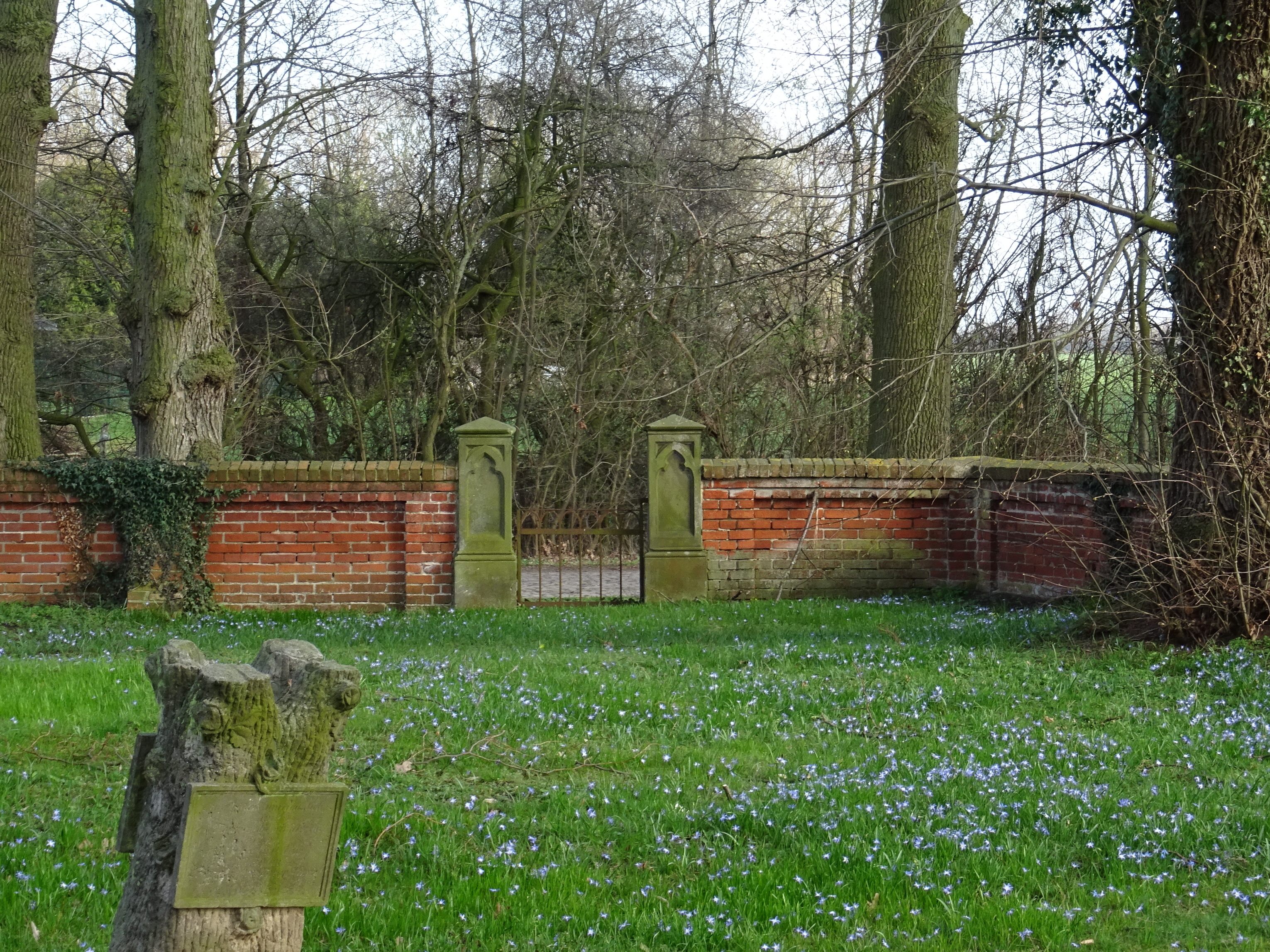
Friedhof an der Kirche

## Religion
Die evangelische Kirchengemeinde Calberwisch, die früher zur Pfarrei Walsleben gehörte, wird heute betreut vom Pfarrbereich Königsmark im Kirchenkreis Stendal im Bischofssprengel Magdeburg der Evangelischen Kirche in Mitteldeutschland.
Nach Ernst Machholz stammen die ältesten überlieferten Kirchenbücher für Calberwisch aus dem Jahre 1815. Frühere Einträge finden sich bei Walsleben. Ernst Haetge teilt jedoch mit, dass die ältesten Kirchenbücher nebst Register von 1672 stammen.
Die katholischen Christen gehören zur Pfarrei St. Anna in Stendal im Dekanat Stendal im Bistum Magdeburg.

## Kultur und Sehenswürdigkeiten

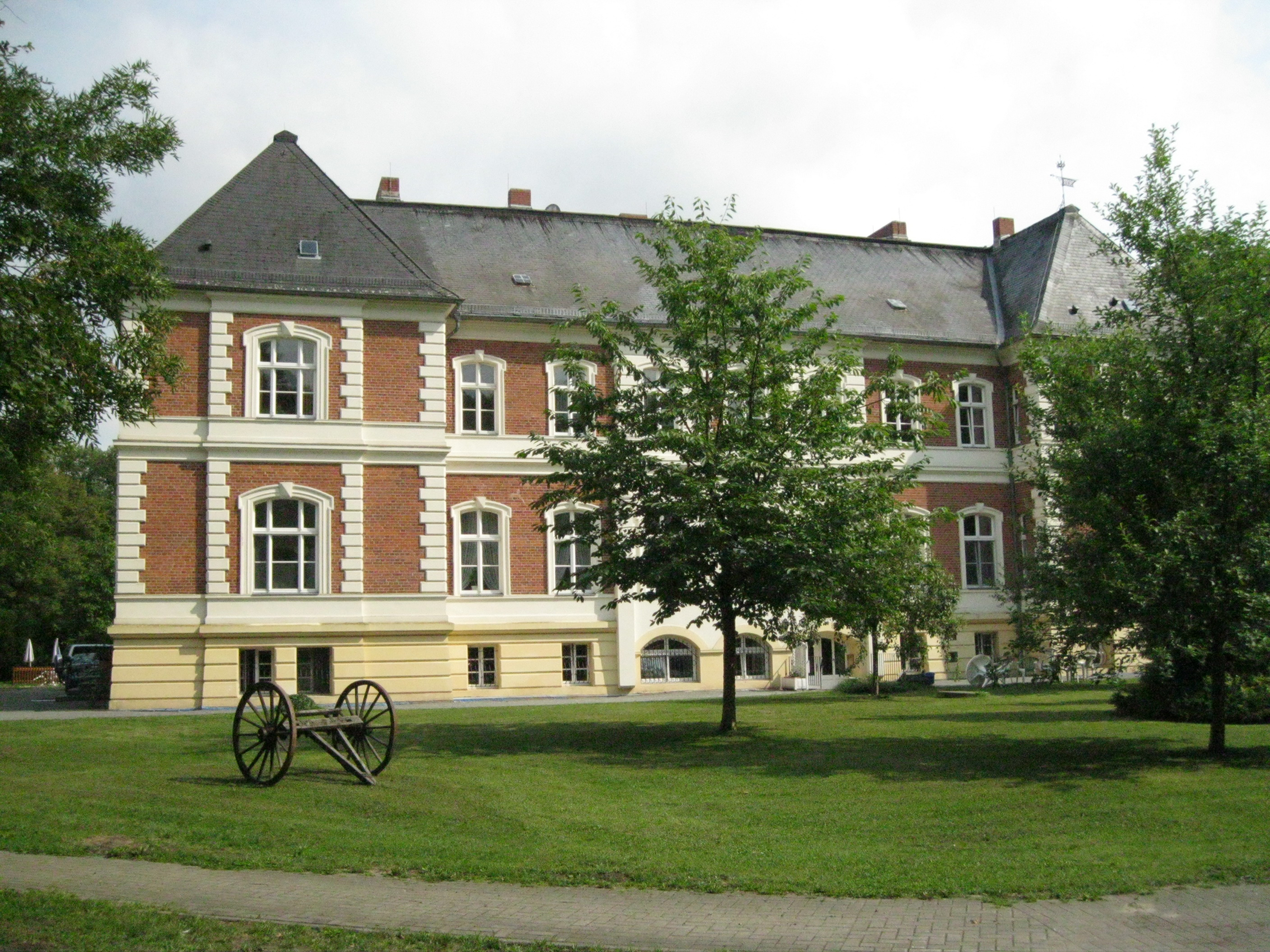
Schloss Calberwisch

### Dorfkirche
Die Kirche ist im Ursprung ein romanisches Feldsteinbauwerk aus Westquerturm, gedrungenem, fast quadratischem Schiff und eingezogenem Rechteckchor, vermutlich aus den Jahren 1164/69. Der Chor ist mit einem kuppeligen Kreuzgratgewölbe geschlossen. Schiff und Turm sind im aufgehenden Mauerwerk in Backsteinverband ausgeführt, der im Ursprung gotisch ist, mehrfach verändert  und 1880 grundlegend erneuert wurde.
Im Innern ist das Bauwerk flach gedeckt; Kanzel und Gestühl stammen aus dem 17. Jahrhundert. Eine spätgotische Muttergottes auf der Mondsichel stammt vom Ende des 15. Jahrhunderts. Eine Bronzeglocke ist 1465 datiert. In der Kirche sind Gedenktafeln für die Gefallenen der Kriege zu finden.

### Weitere Sehenswürdigkeiten
- Der Ortsfriedhof ist auf dem Kirchhof. Er ist idyllisch gelegen und eine Besichtigung wert.
- Das Neorenaissance-Schloss Calberwisch ist ein 1875 errichteter und unter Denkmalschutz stehender Bau. Schloss und Park sind in Privatbesitz und nicht mehr frei zugänglich.